# Teodor Lindhagen

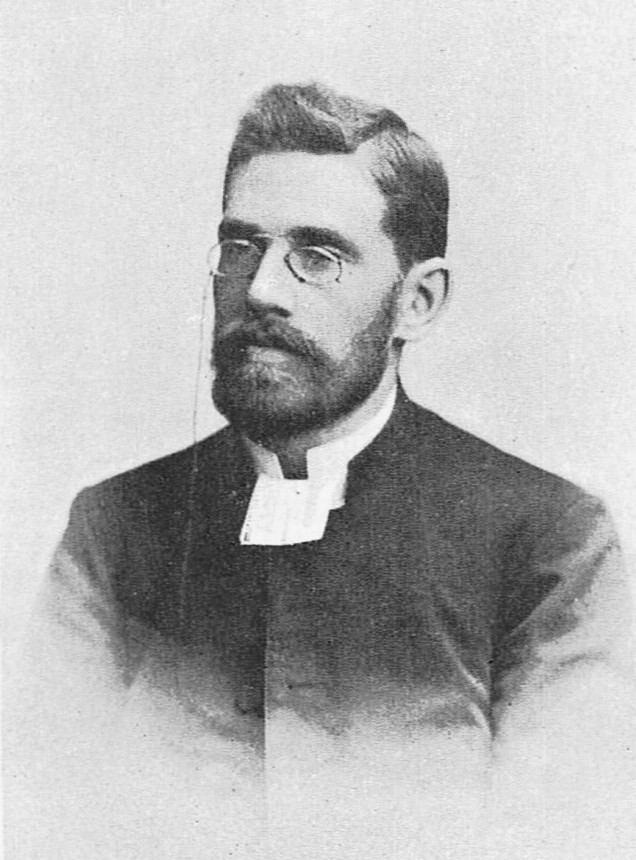
Lars Theodor Lindhagen.

Lars Teodor Lindhagen, född 13 januari 1863 i Sankt Lars socken, Östergötlands län, död 20 augusti 1923 i Stockholm, var en svensk präst. 

## Biografi
Teodor Lindhagen föddes 1863 i Sankt Lars socken. Han var son till kyrkoherden Fredrik Israel Lindhagen i Väderstads socken. Lindhagen blev student vid Uppsala universitet, Uppsala höstterminen 1881 och avlade teologisk-filosofisk examen 29 januari 1884. Han tog 30 januari 1886 teoretisk teologisk examen och 29 maj samma år praktisk teologisk examen.
Lindhagen prästvigdes 25 juli samma år och blev 10 november 1888 komminister i Aska församling, Ekebyborna pastorat. Han tog avsked från tjänsten 17 april 1889 och blev 20 maj samma år predikant vid Kronoarbetskåren på Tjurkö. Den 11 april 1892 blev han slottspredikant vid centralfängelset, Malmö och predikant vid Länscellfängelset i Malmö, tillträde samma år. Han blev 1 november 1894 föreståndare för svenska Israelsmissionen, Stockholm och var från 13 april 1897 till 30 april 1907 predikant på Sophiahemmet. Lindhagen var från 1898 till 31 mars 1900 tillförordnad regementspastor vid Andra Svea artilleriregemente.
Lindhagen var från 1901 tillika biträdande predikant vid Blasieholmskyrkan och 1907 predikant vid Messiaskapellet. Han utnämndes 20 maj 1914 till kyrkoherde i Engelbrekts församling i Stockholm och tillträde tjänsten direkt. Där tjänstegjorde han från 1913 som vice pastor. Lindhagen  framträdde även som produktiv författare på de homiletiska, populärexegetiska och religionspsykologiska områdena. Han utgav bland annat Sionismen (1899), Korn för såningsstunder (1904), Bibliotek för praktiskt bibelstudium (1909), Nutidsströmningar inom judafolket (1910), Franz Delitzsch (1913), Brevet till hebréerna (1914), predikosamlingen I vår Guds gårdar (1915) och Bibelstudier (1917). Efter hans död utgavs predikosamlingen Fatta det eviga livet (1923). Lindhagen redigerade 1894-1914 "Missionstidning för Israel" och verkade därjämte flitigt som översättare av religiös litteratur.

### Familj
Lindhagen var brorson till Georg och Albert Lindhagen samt bror till John Lindhagen. Han gifte sig första gången 9 oktober 1889 med Hilda Albertina Pettersson (1864–1903). Hon var dotter till lantbrukaren Per Persson och Kristina Charlotta Nilsson i Ringarums socken. De fick tillsammans barnen Manne Lindhagen (1891–1973) och Ellen Hilda Elisabet (född 1897). Lindhagen gifte sig andra gången 29 maj 1905 med Anna Thurinna Lagerberg. Hon var dotter till konteramiralen Otto Lagerberg och Thurinna Ulrica Helena Schmiterlöw. De fick tillsammans barnen Lars Otto Fredrik (född 1906) och Ebba Agnes Thurinna (född 1909). Teodor Lindhagen och hans båda hustrur är begravna på Norra begravningsplatsen utanför Stockholm.